# ペドロ・マルティネス (テニス選手)
ペドロ・マルティネス・ポルテロ (Pedro Martínez Portero、スペイン語発音: [ˈpeðɾo maɾˈtineθ]、1997年4月26日 - ) は、スペイン・バレンシア州バレンシア県アルジーラ出身の男子プロテニス選手。ATPランキング自己最高位はシングルス40位、ダブルス51位。ATPツアーシングルス1勝、ダブルス1勝を挙げている。身長185cm。右利き、バックハンド・ストロークは両手打ち。

## 選手経歴

### 2018年 ATPツアー参戦
2018年4月のハサン2世グランプリでATPツアーシングルス公式戦本選初出場を果たした。

### 2019年 グランドスラム初出場
2019年全仏オープンでグランドスラム本選シングルス初出場を果たした。

### 2020年 トップ100入り
2020年2月のリオ・オープンでは予選を勝ち抜いて本選に出場し、同胞のパブロ・アンドゥハルを破ってベスト8となった。2020年全仏オープンのダブルスではクリスティアン・ガリンと組み、グランドスラム本選ダブルス初出場を果たした。同大会のシングルスではアレクサンダル・ブキッチとミハイル・ククシュキンを破り、3回戦でセバスチャン・コルダに敗れた。同大会後には世界ランキングが97位となって初めてトップ100に到達した。

### 2021年 全仏ダブルスベスト4

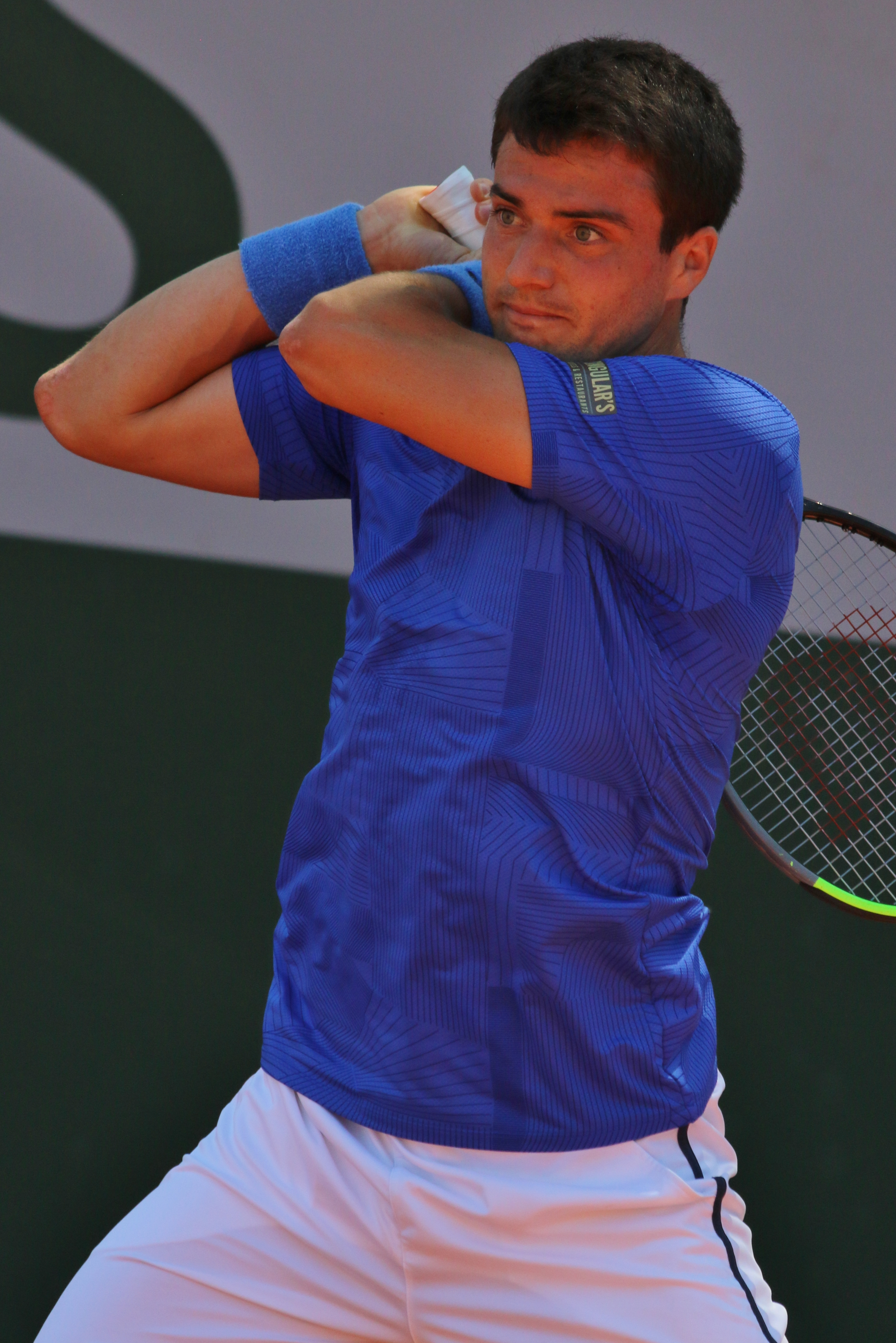
2021年全仏オープンのマルティネス

2021年全豪オープンでは西岡良仁とエーミル・ルースヴオリを破り、3回戦でドゥシャン・ラヨビッチに敗れた。2020年全仏オープンのダブルスではパブロ・アンドゥハルと組んでベスト4となった。準々決勝でフランコ・シュクゴールとロハン・ボパンナのペアを破り、準決勝でアレクサンダー・ブブリクとアンドレイ・ゴルベフのペアに敗れた。
2021年ウィンブルドン選手権ではステファノ・トラヴァーリャと第13シードのガエル・モンフィスを破り、3回戦でクリスチャン・ガリンに敗れた。7月のオーストリア・オープンではATPツアーで初めて決勝に進出したが、キャスパー・ルードに敗れて準優勝だった。2021年全米オープンではジェイムズ・ダックワースを破り、2回戦で第5シードのアンドレイ・ルブレフに敗れた。

### 2022年 ツアー初優勝
2022年1月にはATPカップのスペイン代表に初めて選出され、アレハンドロ・ダビドビッチ・フォキナやアルベルト・ラモス＝ビノラスと組んでダブルスに出場した。2022年全豪オープンではパブロ・アンドゥハルと組んで3回戦に進出した。同年2月のチリ・オープンではアレハンドロ・タビロやセバスティアン・バエスを破り、ATPツアーで初優勝した。

## 成績

### 大会最高成績
| 大会                 | 成績 | 年         |
| -------------------- | ---- | ---------- |
| ATPファイナルズ      | A    | 出場なし   |
| インディアンウェルズ | 2R   | 2021-23    |
| マイアミ             | 3R   | 2022       |
| モンテカルロ         | 2R   | 2022       |
| マドリード           | 1R   | 2021, 2022 |
| ローマ               | 2R   | 2020       |
| カナダ               | 1R   | 2022       |
| シンシナティ         | 1R   | 2022       |
| 上海                 | A    | 出場なし   |
| パリ                 | Q1   | 2021, 2022 |
| オリンピック         | A    | 出場なし   |
| デビスカップ         | QF   | 2024       |
| ATPカップ            | F    | 2022       |